# Canel·làcies
Els Canellaceae són una família de plantes amb flors dins l'ordre Canellales. Aquest ordre inclou una altra família, les Winteraceae. Les Canellaceae són plantes natives de les ecozones afrotropicals i neotropicals. Són arbrets o arbres de mida mitjana i rarament arbust, són perennifòlies i aromàtiques. Les flors i fruits de moltes Canellaceae són de color roig.
Diverses de les seves espècies són medicinals o substitueixen la canyella. Només es cultiva l'espècie Canella winterana.

## Gèneres
En aquest article, el gènere Capsicodendron es manté com a sinònim de Cinnamodendron
Gèneres:
- Cinnamosma Baill., 1867, Madagascar
- Canella P. Browne, 1757, Florida, Antilles, Amèrica del Sud
- Pleodendron Tiegh., 1899,
- Cinnamodendron Endl., 1840 (incloent Capsicodendron Hoehne, 1933)
- Warburgia Engl., 1895